# Pachyteria javana
Pachyteria javana là một loài bọ cánh cứng trong họ Cerambycidae.